# Filia (kereszténység)
A filia a viszonzott felebaráti szeretet a kereszténységben. A szeretet három fajtája közül az agapé következik utána érzelmi fokozatban.

## Külső hivatkozás
- Mindentudás Egyeteme
- Katolikus Hetilap archívuma